# FCバイエルン・ミュンヘンTV
FCバイエルン・ミュンヘンTVは、サッカー・ブンデスリーガ（ドイツ）のバイエルン・ミュンヘン公認テレビ番組である。

## 概要
日本では、GAORAにより、2008年8月放送を開始した。
バイエルン・ミュンヘンのブンデスリーガ1部公式戦全試合を完全中継するほか、チームの話題を取り上げた「FCバイエルン・ミュンヘンTVマガジン」（30分）も放送された。
2009/10シーズン以降は、「FCバイエルン・ミュンヘン」の冠は付けていないが、ブンデスリーガのバイエルン・ミュンヘン戦は全試合放送（2011/12シーズンで放送終了）。この他、DFBポカール（ドイツカップ）も放送される（ただし、バイエルン・ミュンヘン戦が放送されるとは限らない）。それ以外のブンデスリーガの日本での放映権はフジテレビが持っており、フジテレビワンツーネクスト（主にフジテレビNEXT）で放送している。

## 出演者
- 解説　本並健治、加茂周、森島寛晃（2009/10シーズンより）
- 実況　大前一樹

## 関連番組
- ブンデスリーガダイジェスト
- 日本で放送されている（いた）クラブオフィシャルチャンネル
  - バルサTV
  - MUTV
  - チェルシーTV
  - アーセナルTV
  - ボルシア・ドルトムントTV
  - ACミラン・チャンネル
  - インテル・ミラノ チャンネル